# Hans Christ (Kunsthistoriker)
Hans Christ, Taufname: Johannes Christ (* 19. Dezember 1884 in Arnau, Österreich-Ungarn; † 14. April 1978 in Monschau) war ein deutscher Kunsthistoriker und Hochschullehrer.

## Leben

### Familie und Ausbildung
Der gebürtige Arnauer Hans Christ widmete sich nach dem Erlangen der Hochschulreife dem Studium der Kunstgeschichte an der Universität Leipzig, der Martin-Luther-Universität Halle-Wittenberg und der Universität Straßburg, dort erfolgte 1912 seine Promotion zum Dr. phil.
Der aus der evangelischen Kirche ausgetretene und sich seitdem als Freidenker bezeichnende Hans Christ war mit der Sopranistin und Kammersängerin Rhoda von Glehn verheiratet. Er starb im Frühjahr 1978 im Alter von 93 Jahren in Monschau.

### Beruflicher Werdegang
Hans Christ erhielt nach seiner Promotion eine Anstellung als Konservator bei den Württembergischen Landeskunstsammlungen in Stuttgart, später wurde er zum Hauptkonservator befördert. Unterbrochen wurde diese Funktion durch seine Teilnahme am Ersten Weltkrieg als Freiwilliger. Der zum 1. Juli 1931 der NSDAP (Mitgliedsnummer 577.827) und der SS beigetretene Hans Christ folgte 1933 einem Ruf auf eine ordentliche Professur für Kunstgeschichte an der Rheinisch-Westfälischen Technischen Hochschule Aachen, 1947 wurde er emeritiert.
Hans Christ, Verfasser bedeutender kunsthistorischer Abhandlungen, wurde zum Korrespondierenden Mitglied des Deutschen Archäologischen Instituts (DAI) gewählt.

## Publikationen
- Ludwigsburger Porzellanfiguren. in: Bücher der Kunstsammlungen des württembergischen Staates, Band 1. Deutsche Verlagsanstalt, Stuttgart, 1921
- Romanische Kirchen in Schwaben und Neckar-Franken von der Karolingerzeit bis zu den Cisterciensern. Hugo Matthaes, Stuttgart, 1925
- Die Majestas Domini auf einem Evangeliar aus Kloster Zwiefalten. Benno Filser, Augsburg, 1932
- Die Pfarrkirche von Unterregenbach. 1952
- zusammen mit Ernst Raub: Der Kelch von Unterregenbach. 1956
- Die sechs Münster der Abtei Reichenau: von der Gründung bis zum Ausgang des zwölften Jahrhunderts. Th. Keller, Reichenau, 1956
- Die Krypta der Gumbertuskirche in Ansbach. (Der Anteil Kaiser Heinrichs IV. am Bau des Domes von Speyer und die lombardischen Meister). Ansbach, 1957
- Das karolingische Thermalbad der Aachener Pfalz. Aachen, 1958
- zusammen mit Heinrich Schiffers: Die Kapelle des pippinischen Königshofes in Aachen. Volk, Aachen, 1965